# Христина Христова
Христина Христова Велчева е български политик от Национално движение Симеон Втори (НДСВ), председател на партията от 2009 до 2013 година.

## Политическа кариера
От 2001 г. работи в министерството на труда и социалната политика.
На 17 юли 2003 г. е избрана за министър на труда и социалната политика в правителството на Симеон Сакскобургготски. След изборите през 2005 г. е депутат в XL народно събрание от групата на НДСВ.
Избрана е за наблюдател в Европейския парламент, а след 1 януари 2007 г. е временен евродепутат до провеждането на избори за български представители в Европейския парламент. В Европейския парламент е член на Комисията по заетост и социални въпроси.
Избрана е за председател на партията НДСВ на 28 ноември 2009 година. Оттегля се от лидерския пост заради изборната загуба на парламентарните избори през 2013 г. Начело на партията е избрана Антония Първанова.